# Michael Park
Michael Park (Newent, Inglaterra, Reino Unido; 22 de junio de 1966-Bryn, Gales, Reino Unido; 18 de septiembre de 2005) fue un copiloto de rally británico. Procedente de Newent, Gloucestershire, tenía dos hijos, William y Victoria, con su esposa Marie.

## Biografía
Aficionado de los rally desde los diez años de edad, consiguió experiencia con algunos de los mejores pilotos británicos. Trabajó con los excampeones mundiales Richard Burns y Colin McRae como experto en grava, mientras que copilotaba para David y Mark Higgins en el British National Series. Sin embargo, se dio a conocer con el piloto emergente Markko Märtin en el Toyota Corolla en la temporada del Campeonato Mundial de Rally de 2000.
La pareja firmó con Subaru para la temporada de 2001, antes de fichar por Ford, donde se convirtieron en una de las combinaciones líderes en el WRC. En 2003, la pareja consiguió dos victorias, en Grecia y Finlandia, y en 2004 mejoró estos resultados sumando una más. En la temporada 2005 condujeron para Peugeot y se situaron en el cuarto puesto de la clasificación, tras obtener cuatro podios en una temporada dominada por Sébastien Loeb, de Citroën. Sus actuaciones fueron vitales para Peugeot en su reto de alcanzar el título de marcas, siendo segundo a seis puntos de Citroën.
Park murió como consecuencia de las lesiones ocasionadas por un accidente en el tramo Margam Park del Rally de Gran Bretaña del 2005. De esta manera el equipo se retiró de la prueba y la organización la dio por finalizada a falta de dos tramos.

### Trofeo Michael Park
Tras su fallecimiento se creó el Trofeo Michael Park, un premio honorífico que se entrega al mejor copiloto en el Rally de Gran Bretaña en memoria de Park.